# Alloceramaster
Genre
Alloceramaster est un genre d'étoiles de mer de la famille des Goniasteridae.

## Liste des espèces
Selon World Register of Marine Species (29 mai 2025) :
- Alloceramaster affinis (Perrier, 1884)
- Alloceramaster grenadensis (Perrier, 1881)
- Alloceramaster leios Mah, 2025
- Alloceramaster minus Mah, 2025
- Alloceramaster pointsurae (Mah, 2016)

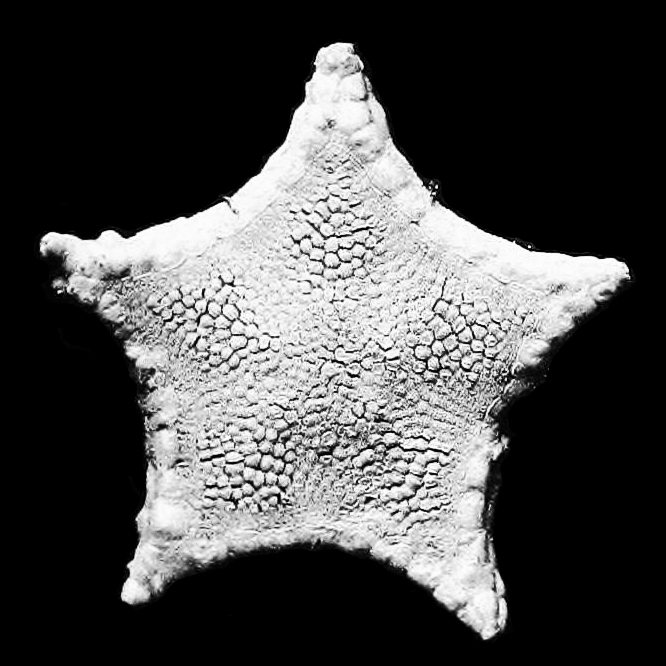
Alloceramaster affinis
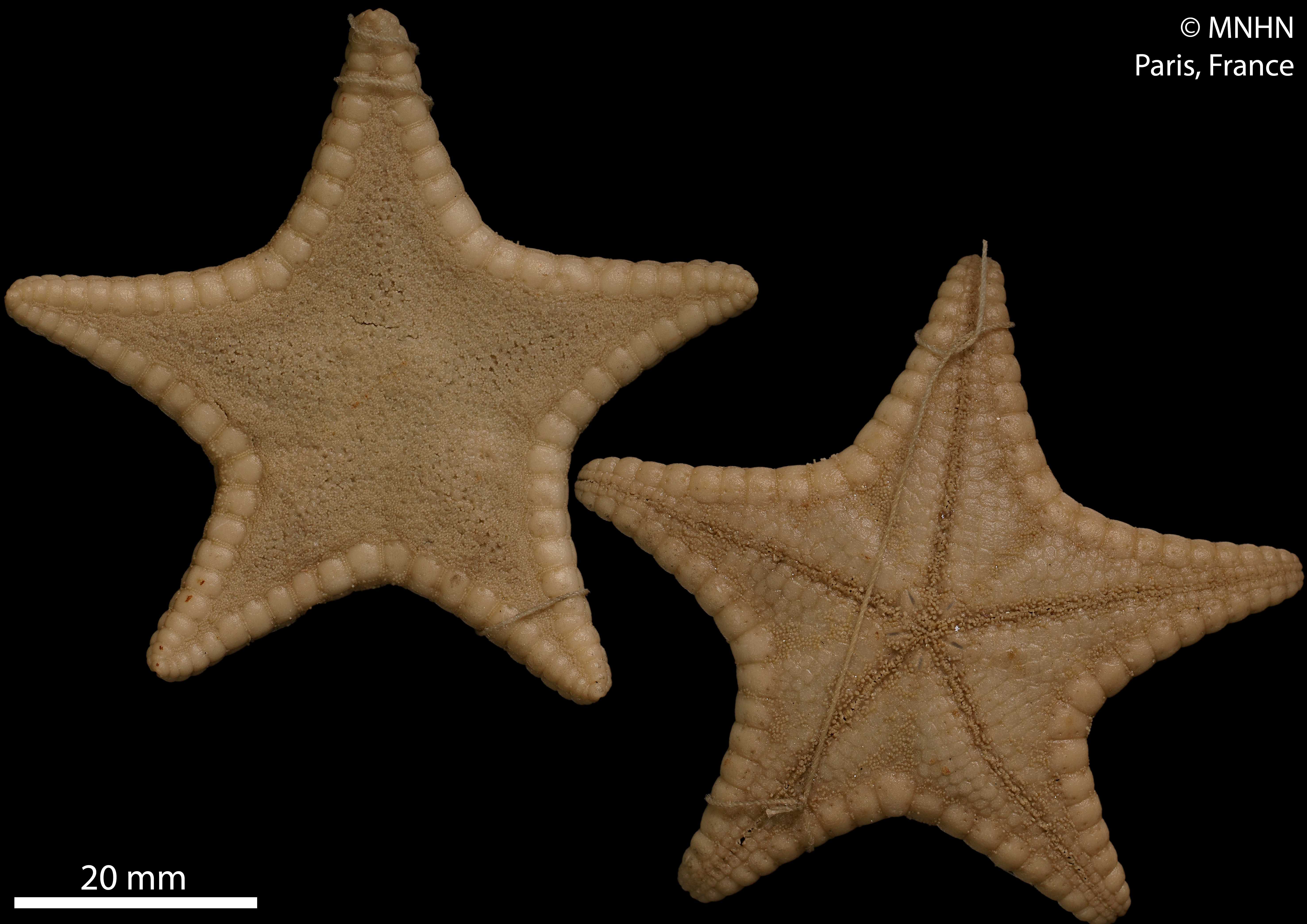
Alloceramaster grenadensis

## Systématique
Le nom valide complet (avec auteur) de ce taxon est Alloceramaster Mah (d), 2025,.

### Publication originale
- (en) Christopher L. Mah, « New Australian deep-sea Goniasteridae (Asteroidea; Valvatacea) », Memoirs of Museum Victoria, Melbourne, vol. 84,‎ février 2025, p. 49-88 (ISSN 1447-2546, e-ISSN 1447-2554, DOI 10.24199/j.mmv.2025.84.02, lire en ligne, consulté le 29 mai 2025)